# USS Scabbardfish (SS-397)
USS Scabbardfish (SS-397) là một  tàu ngầm lớp Balao được Hải quân Hoa Kỳ chế tạo trong Chiến tranh Thế giới thứ hai. Nó là chiếc tàu chiến duy nhất của Hải quân Hoa Kỳ được đặt cái tên này, theo tên họ Cá hố. Nó đã phục vụ trong suốt Thế Chiến II, thực hiện được năm chuyến tuần tra, đánh chìm hai tàu Nhật Bản bao gồm một tàu ngầm với tổng tải trọng 2.345 tấn. Sau khi xung đột chấm dứt, nó đã tiếp tục phục vụ trong các cuộc Chiến tranh Triều Tiên và Chiến tranh Lạnh cho đến năm 1953. Đến năm 1965, nó được chuyển cho Hy Lạp để tiếp tục hoạt động như là chiếc Triaina (S86) cho đến năm 1980, và cuối cùng bị tháo dỡ. Scabbardfish được tặng thưởng năm Ngôi sao Chiến trận do thành tích phục vụ trong Thế Chiến II.

## Thiết kế và chế tạo
Thiết kế của lớp Balao được cải tiến dựa trên  tàu ngầm lớp Gato dẫn trước, là một kiểu tàu ngầm hạm đội có tốc độ trên mặt nước cao, tầm hoạt động xa và vũ khí mạnh để tháp tùng hạm đội chiến trận. Khác biệt chính so với lớp Gato là ở cấu trúc lườn chịu áp lực bên trong dày hơn, và sử dụng thép có độ đàn hồi cao (HTS: High-Tensile Steel), cho phép lặn sâu hơn đến 400 ft (120 m). Con tàu dài 311 ft 9 in (95,02 m) và có trọng lượng choán nước 1.526 tấn Anh (1.550 t) khi nổi và 2.424 tấn Anh (2.463 t) khi lặn. Chúng trang bị động cơ diesel dẫn động máy phát điện để cung cấp điện năng cho bốn động cơ điện, đạt được công suất 5.400 shp (4.000 kW) khi nổi và 2.740 shp (2.040 kW) khi lặn, cho phép đạt tốc độ tối đa 20,25 hải lý trên giờ (37,50 km/h) và 8,75 hải lý trên giờ (16,21 km/h) tương ứng. Tầm xa hoạt động là 11.000 hải lý (20.000 km) khi đi trên mặt nước ở tốc độ 10 hải lý trên giờ (19 km/h) và có thể hoạt động kéo dài đến 75 ngày.
Tương tự như lớp Gato dẫn trước, lớp Balao được trang bị mười ống phóng ngư lôi 21 in (530 mm), gồm sáu ống trước mũi và bốn ống phía phía đuôi tàu, chúng mang theo tối đa 24 quả ngư lôi. Vũ khí trên boong tàu gồm một hải pháo 4 inch/50 caliber, một khẩu pháo phòng không Bofors 40 mm nòng đơn và một khẩu đội Oerlikon 20 mm nòng đôi, kèm theo hai súng máy .50 caliber. Trên tháp chỉ huy, ngoài hai kính tiềm vọng, nó còn trang bị ăn-ten radar SD phòng không và SJ dò tìm mặt biển. Tiện nghi cho thủy thủ đoàn bao gồm điều hòa không khí, thực phẩm trữ lạnh, máy lọc nước, máy giặt và giường ngủ cho hầu hết mọi người, giúp họ chịu đựng cái nóng nhiệt đới tại Thái Bình Dương cùng những chuyến tuần tra kéo dài đến hai tháng rưỡi.
Scabbardfish được đặt lườn tại Xưởng hải quân Portsmouth ở Kittery, Maine vào ngày 27 tháng 9, 1943. Nó được hạ thủy cùng với ba tàu ngầm chị em khác là Razorback, Redfish và Ronquil vào ngày 27 tháng 1, 1944, là lần duy nhất trong lịch sử bốn tàu ngầm được hạ thủy trong cùng một ngày. Nó được đỡ đầu bởi nữ Thiếu úy Dự bị Nancy J. Schetky, và được cho nhập biên chế cùng Hải quân Hoa Kỳ vào ngày 29 tháng 4, 1944 dưới quyền chỉ huy của Hạm trưởng, Thiếu tá Hải quân Frederick Arthur Gunn.

## Lịch sử hoạt động

### 1944
Hoàn tất việc huấn luyện ban đầu tại Portsmouth, New Hampshire và Newport, Rhode Island, Scabbardfish đi đến Căn cứ Tàu ngầm Hải quân New London để tiếp tục huấn luyện nâng cao, rồi đi đến Key West, Florida vào ngày 21 tháng 6, 1944 để phục vụ huấn luyện chống tàu ngầm. Nó lên đường vào ngày 1 tháng 7 để đi sang khu vực Thái Bình Dương ngang qua kênh đào Panama, đi đến Trân Châu Cảng vào ngày 24 tháng 7. Sau khi được sửa chữa và huấn luyện, nó lên đường vào ngày 17 tháng 8 để đi đến căn cứ Midway.

#### Chuyến tuần tra thứ nhất
Sau khi tiếp nhiên liệu tại Midway, Scabbardfish khởi hành cho chuyến tuần tra đầu tiên trong chiến tranh, đi đến khu vực quần đảo Ryūkyū. Vào ngày 31 tháng 8, phát hiện một tàu chở hành khách được hai tàu vũ trang hộ tống, nó phóng hai loạt ba quả ngư lôi để tấn công, nhưng tất cả đều bị trượt. Tàu hộ tống đối phương phản công bằng mìn sâu không có kết quả và chiếc tàu ngầm đi thoát về phía Tây. Đến ngày 19 tháng 9, tại vị trí cách Okinawa 81 nmi (150 km) về phía Tây Bắc, nó tấn công tàu tiếp liệu tàu ngầm Jingei bằng một loạt bốn quả ngư lôi, và hai quả trúng đích lúc 09 giờ 15 phút đã khiến Jingei (5.500 tấn) bị ngập nước phòng động cơ, phòng nồi hơi và chết đứng giữa biển tại tọa độ 27°35′B 127°07′Đ / 27,583°B 127,117°Đ; Jingei sau đó được kéo về Okinawa và cho mắc cạn ở bờ biển phía Tây Bắc Naha. Scabbardfish tiếp tục phóng một loạt ngư lôi tấn công tàu săn ngầm CH-38 nhưng bị trượt; và sau đó chịu đựng đợt phản công bằng mìn sâu kéo dài trong ba giờ, nhưng nó thoát được mà không bị hư hại. Chiếc tàu ngầm kết thúc chuyến tuần tra tại Midway vào ngày 12 tháng 10.

#### Chuyến tuần tra thứ hai
Rời Midway vào ngày 26 tháng 10 trong chuyến tuần tra thứ hai, Scabbardfish đi đến căn cứ Saipan thuộc quần đảo Mariana để chờ đợi mệnh lệnh, rồi rời Saipan vào ngày 12 tháng 11. Đi đến khu vực tuần tra tại vùng biển phía Đông Nam đảo Honshū, Nhật Bản, vào ngày 16 tháng 11, lúc 03 giờ 00 nó phóng ngư lôi đánh chìm tàu chở hàng Kisaragi Maru (875 tấn) tại tọa độ 29°03′B 142°12′Đ / 29,05°B 142,2°Đ; 14 người đã thiệt mạng cùng con tàu. Vào ngày 22 tháng 11, nó phóng ngư lôi gây hư hại cho một tàu chở hàng khoảng 4.000 tấn, và đánh chìm chiếc tàu kho chứa Hokkai Maru (407 tấn). Đến ngày 29 tháng 11, tại vị trí 75 mi (121 km) về phía Đông Nam Yokosuka, nó tiếp cận ngầm một tàu ngầm đối phương, rồi phóng hai quả ngư lôi tấn công từ khoảng cách 1.625 yd (1.486 m), một quả trúng đích lúc 09 giờ 40 phút bên mạn phải tại khoang ắc-quy phía trước đã khiến chiếc tàu ngầm I-365 (1.470 tấn) đắm chỉ trong vòng 30 giây tại tọa độ 34°44′B 141°01′Đ / 34,733°B 141,017°Đ; một người sống sót duy nhất đã được Scabbardfish cứu vớt và bắt làm tù binh. Nó kết thúc chuyến tuần tra khi quay trở về căn cứ tại Guam vào ngày 20 tháng 12.

### 1945

#### Chuyến tuần tra thứ ba
Ở lại căn cứ Guam cho đến ngày 16 tháng 1, 1945, Scabbardfish đi đến Saipan để huấn luyện thực hành chiến thuật tấn công phối hợp ("Bầy sói"). Chuyến tuần tra thứ ba bắt đầu từ ngày 23 tháng 1, khi nó đi đến khu vực tuần tra giữa quần đảo Philippine và quần đảo Ryūkyū. Vào cuối tháng 2, nó đối đầu với một nhóm 12 tàu vận tải nhỏ và một tàu đánh cá bằng hải pháo, nhưng buộc phải lặn xuống sau khi một máy bay tuần tra đối phương xuất hiện. Chiếc tàu ngầm bị ném bom nhưng không bị hư hại, và kết thúc chuyến tuần tra khi về đến Saipan vào ngày 6 tháng 3. Con tàu tiếp tục quay trở về Trân Châu Cảng để được tái trang bị.

#### Chuyến tuần tra thứ tư
Đi đến Guam vào cuối tháng 4, Scabbardfish được bảo trì cặp bên mạn tàu tiếp liệu tàu ngầm Holland (AS-3), rồi lên đường vào ngày 29 tháng 4 cho chuyến tuần tra thứ tư tại khu vực biển Hoa Đông. Nó chuyển sang nhiệm vụ tìm kiếm và giải cứu, rồi đến ngày 4 tháng 5 đã cứu vớt năm thành viên một đội bay máy bay ném bom B-29 Superfortress bị bắn rơi. Nó chuyển những nhân sự Không lực sang tàu ngầm Picuda (SS-382) vào ngày 6 tháng 5, rồi tiến vào khu vực Hoàng Hải. Vào ngày 17 tháng 5, chiếc tàu ngầm phóng ngư lôi tấn công một tàu chở hàng được hai tàu vũ trang hộ tống; nhưng nhóm tàu này lại là một đội chuyên tìm-diệt tàu ngầm, nên Scabbardfish phải chịu đựng đợt tấn công bằng mìn sâu trong suốt bốn giờ tiếp theo. Thoát được mà không bị hư hại, nó kết thúc chuyến tuần tra khi quay trở về Guam vào ngày 11 tháng 6, nơi nó được bảo trì cặp bên mạn tàu tiếp liệu tàu ngầm Apollo (AS-25).

#### Chuyến tuần tra thứ năm
Trong chuyến tuần tra cuối cùng trong chiến tranh, Scabbardfish lên đường vào ngày 1 tháng 7 và tiếp tục làm nhiệm vụ tìm kiếm và giải cứu. Từ ngày 25 tháng 7 đến ngày 10 tháng 8, nó đã cứu vớt bảy phi công. Chiếc tàu ngầm quay trở về căn cứ Saipan đúng vào ngày 15 tháng 8, khi Nhật Bản chấp nhận đầu hàng giúp chấm dứt vĩnh viễn cuộc xung đột.

### 1945 – 1948
Rời Saipan, Scabbardfish quay trở về Trân Châu Cảng, rồi cùng các tàu ngầm Redfish (SS-395), Sea Dog (SS-401) và USS Sea Fox (SS-402) lên đường vào ngày 6 tháng 9 để đi đến Eniwetok thuộc quần đảo Marshall, nơi nó đảm nhiệm vai trò huấn luyện chống tàu ngầm. Đi đến Eniwetok vào ngày 15 tháng 9, nó thay phiên cho tàu ngầm Thresher (SS-200) trong vai trò huấn luyện, rồi một tháng sau đó đã lên đường đi Guam. Nó rời Apra Harbor, Guam vào ngày 14 tháng 11 để quay trở về San Francisco, California ngang qua Midway. Chiếc tàu ngầm đi vào Xưởng hải quân Mare Island vào ngày 29 tháng 11 để đại tu; công việc hoàn tất vào giữa tháng 3, 1946.
Sau khi tiếp tục hoạt động dọc theo vùng bờ Tây cho đến ngày 17 tháng 3, 1947, Scabbardfish đi vào Xưởng hải quân San Francisco cho đợt đại tu kéo dài cho đến ngày 8 tháng 8. Khi hoàn tất, chiếc tàu ngầm đi đến San Diego, California, rồi đi sang Trân Châu Cảng một tháng sau đó. Nó thực hiện một chuyến tuần tra mô phỏng, viếng thăm quần đảo Palau, Hong Kong, Thượng Hải, Thanh Đảo, và Okinawa trước khi quay trở về San Diego vào ngày 11 tháng 12. Con tàu lại đi đến Xưởng hải quân Mare Island vào ngày 3 tháng 1, 1948, nơi nó đại tu để chuẩn bị ngừng hoạt động, và đưa về neo đậu tại Mare Island từ tháng 2. Scabbardfish được cho xuất biên chế vào ngày 12 tháng 5, 1948 và được đưa về Hạm đội Dự bị Thái Bình Dương.

### 1951 – 1964
Sau khi Chiến tranh Triều Tiên bùng nổ vào tháng 6, 1950 khiến Hải quân Hoa Kỳ thiếu hụt tàu chiến hiện dịch, Scabbardfish được cho nhập biên chế trở lại vào ngày 31 tháng 1, 1951, trong một giai đoạn mà tàu ngầm được sử dụng trong những chiến dịch đặc niệt, bao gồm đổ bộ biệt kích.  Đặt căn cứ tại Trân Châu Cảng, nó được phái sang hoạt động trong cuộc xung đột tại bán đảo Triều Tiên trong một đợt duy nhất từ ngày 31 tháng 7 đến ngày 2 tháng 12, 1952, nơi nó tham gia trinh sát và thực hiện hai chuyến tuần tra chiến tranh. Vào tháng 12, 1952, khi hoàn cảnh thời tiết không thuận tiện cho việc tuần tra tại khu vực Hokkaido, chiếc tàu ngầm chuyển sang hoạt động ngoài khơi bờ biển Trung Quốc.
Khi cuộc xung đợt chấm dứt vào tháng 7, 1953, một lần nữa Scabbardfish được cho xuất biên chế tại Mare Island vào ngày 27 tháng 11, 1953. Nó ở lại thành phần dự bị trong hơn mười năm, cho đến ngày 24 tháng 10, 1964, khi nó nhập biên chế trở lại để chuẩn bị chuyển giao cho Hy Lạp.

### Triaina(S-86)
Scabbardfish được chuyển cho Hy Lạp mượn trong khuôn khổ Chương trình viện trợ quân sự vào ngày 26 tháng 2, 1965, và nhập biên chế cùng Hải quân Hoàng gia Hy Lạp như là chiếc Triaina (S-86). Con tàu được rút tên khỏi danh sách Đăng bạ Hải quân Hoa Kỳ vào ngày 31 tháng 1, 1976 và chuyển quyền sở hữu cho Hy Lạp vào tháng 4, 1976. Triaina xuất biên chế vào ngày 12 tháng 1, 1979 và xóa đăng bạ vào năm 1980, nhưng tiếp tục được sử dụng như tàu huấn luyện cố định cho đến năm 1982.

## Phần thưởng
Scabbardfish được tặng thưởng năm Ngôi sao Chiến trận do thành tích phục vụ trong Thế Chiến II. Nó được ghi công đã đánh chìm hai tàu Nhật Bản bao gồm một tàu ngầm với tổng tải trọng 2.345 tấn.
|             |  |  |
| Silver star |  |  |

| Dãi băng Hoạt động Tác chiến                                            | Dãi băng Hoạt động Tác chiến         | Huân chương Chiến dịch Hoa Kỳ        | Huân chương Chiến dịch Hoa Kỳ  |
| Huân chương Chiến dịch Châu Á-Thái Bình Dương với 5 Ngôi sao Chiến trận | Huân chương Chiến thắng Thế Chiến II | Huân chương Chiến thắng Thế Chiến II | Huân chương Phục vụ Triều Tiên |